# 熊野市立神上小学校
熊野市立神上小学校（くまのしりつ こうのうえしょうがっこう）は、三重県熊野市神川町に位置する公立小学校。取り組みとして田植え、5月には茶摘み、6月には梅とりなど行っている。熊野市立神上中学校と同じ場所にある。

## 所在地
〒519-4442 三重県熊野市神川町63

## 沿革
- 1962年9月 - 校舎改築
- 1965年9月 - プール新設（25メートル・5コース）
- 1966年3月 - 校舎増築
- 1989年4月 - 青柳分校 休校
- 2020年3月 - 本校 休校[1]。

## 交流学校
- 北山村立北山中学校